# Рина Кент
Рина Кент (на английски: Rina Kent) е плодовита английска писателка на произведения в жанра съвременен, паранормален и еротичен любовен роман и романтичен трилър.

## Биография и творчество
Рина Кент е роден на 6 декември 1991 г. в Лондон, Англия.
Първият ѝ роман „Примамен“ от поредицата „Отбор нула“ е издаден през 2019 г. Той е еротичен романтичен трилър за обсебването от социалните хищници.
През 2021 г. е издаден първият ѝ роман „Империя на желанието“ от поредицата самостоятелни романи „Империя“. В историята бащата на Гуинет изпада в кома след автомобилна катастрофа и за бизнеса трябва да се погрижи партньорът му в правния бизнес, Нейт. За да защити бизнеса, се налага да се ожени за дъщеря му Гуинет. Но въпреки формалните отношения тя обсебва мислите му.
Темите в произведенията на Кент са основани на сюжетните линии тип „от врагове до любовници“, а героите ѝ са злодеи и антагонисти, убийци и антигерои, но с достигане на неочаквани топли взаимоотношения.
Рина Кент живее със семейството си в Лондон.

## Произведения

### Самостоятелни романи
- Ruin (2019)[1][2][3]

### Поредица „Отбор нула“ (Team Zero)
1. Lured (2019)[1][2][3]
2. Crowed (2019)
3. Ghosted (2019)
4. Shadowed (2019)
5. Misted (2019)

### Поредица „Кралски елит“ (Royal Elite)
0. Cruel King (2019)
1. Deviant King (2019)
2. Steel Princess (2019)
3. Twisted Kingdom (2020)
4. Black Knight (2020)
5. Vicious Prince (2020)
6. Ruthless Empire (2020)
7. Royal Elite Epilogue (2020)

### Поредица „Лъжи и истини“ (Lies & Truths)
1. All The Lies (2020)[1]
2. All The Truths (2020)

### Поредица „Любов и омраза“ (Love & Hate) – с Изабела Старлинг
1. He Hates Me (2020)[1]
2. He Hates Me Not (2020)

### Поредица „Империя“ (Empire)
1. Empire of Desire (2021)[1][2][3]
Империя на желанието, изд.: „Сиела“, София (2022), прев. Цветана Генчева
2. Empire of Sin (2022)
Империя на греха, изд.: „Сиела“, София (2023), прев. Цветана Генчева
3. Empire of Hate (2022)
Империя на омразата, изд.: „Сиела“, София (2023), прев. Цветана Генчева
4. Empire of Lust (2022) Империя на страстта, изд.: „Сиела“, София (2024), прев. Цветана Генчева

### Поредица „Наследство на боговете“ (Legacy of Gods)
1. God of Malice (2022)
2. God of Pain (2022)
3. God of Wrath (2022)
4. God of Ruin (2023)
5. God of Fury (2023)
6. God of War (2024)